# Listă de conducători de stat din 738
734 - 735 - 736 - 737 - 738 - 739 - 740 - 741 - 742
Aceasta este o listă a conducătorilor de stat din anul 738:

## Europa
- Anglia, statul anglo-saxon Northumbria: Eadberht (rege, 737-757)
- Anglia, statul anglo-saxon East Anglia: Aelfwald (Alfwold) (rege, 713?-749)
- Anglia, statul anglo-saxon Essex: Saelred și Swaefberht (Swebert) (regi, 708/709-746)
- Anglia, statul anglo-saxon Kent: Ethelberht al II-lea (rege, 725-762) și Eadherht (rege, 725-după 762)
- Anglia, statul anglo-saxon Mercia: Ethelbald (rege, 716-757)
- Anglia, statul anglo-saxon Sussex: Ethelbert (rege, după 725-750)
- Anglia, statul anglo-saxon Wessex: Ethelheard (rege, 726-740)
- Asturia: Favila (Fafila) (rege, 737-739)
- Bavaria: Odilo (duce din dinastia Agilolfingilor, 737-748)
- Benevento: Grigore (duce, 733-740)
- Bizanț: Leon al III-lea (împărat din dinastia Isauriană, 717-741)
- Bulgaria: Kormisoș (Kormesi) (han, 721-738) și Sevar (han, 738-753/754)
- Francii: vacanță (737-743)
- Friuli: Pemmo (duce, 706-739)
- Gruzia, statul Khartlia (Iberia): Guaram al III-lea (suveran, 693-cca. 748)
- Longobarzii: Liutprand (rege, 712-744)
- Neapole: George I (duce bizantin, 729/730-739/740)
- Ravenna: Eutihie (exarh, 728-752)
- Scoția, statul picților: Oengus (Onuist) I (rege, 728, 729-761)
- Scoția, statul celt Dalriada: Eogan (rege, 736-739?)
- Spoleto: Thrasimund al II-lea (duce, 724-739, 740-742, 744-745)
- Statul papal: Grigore al III-lea (papă, 731-741)
- Veneția: Felix Cornicula (magister militum, 738)

## Asia

### Orientul Apropiat
- Bizanț: Leon al III-lea (împărat din dinastia Isauriană, 717-741)
- Califatul omeiad: Hisam ibn Abd al-Malik (calif din dinastia Maruanizilor, 724-743)

### Orientul Îndepărtat
- China: Huanzong (împărat din dinastia Tang, 712-756)
- Coreea, statul Silla: Hyosong (Sunggyong) (rege din dinastia Kim, 737-742)
- India, statul Chalukya: Vikramaditya al II-lea (rege, 733/734-744/745)
- India, statul Chalukya răsăriteană: Vișnuvaradhana al III-lea (rege, 709-746)
- India, statul Gurjara Pratihara: Nagabhata I (rege, cca. 730-cca. 756)
- India, statul Pallava: Nandivarman al II-lea Pallavamalla (Nandipotavarman) (rege din a treia dinastie, 731-795)
- India, statul Raștrakuților: Dantidurga (Dantivarman al II-lea) (rege, 733-cca. 758)
- Kashmir: Kuvalayapida (rege din dinastia Karkota, 732-740)
- Japonia: Șomu (împărat, 724-749)
- Nepal: Șivadeva al III-lea (Viradeva, Paramabhattaraka Maharajadhiraja) (rege din dinastia Thakuri, 714/724-740)
- Sri Lanka: Aggabodhi al VI-lea Silamegha (rege din dinastia Silakala, 719-759)
- Tibet: Mes-ag-ts'oms (chos-rgyal, 704-754/755)